# E-Logbuch der Ärztekammern
Das eLogbuch der Ärztekammern, auch elektronisches Logbuch, ist eine Webanwendung der Bundesärztekammer zur Dokumentation der Lernziele, Lerninhalte und erworbenen Kompetenzen im Rahmen der ärztlichen Weiterbildung in Deutschland.

## Hintergrund
Ärztinnen und Ärzte in Weiterbildung müssen seit Anfang der 2000er Jahre über den gesamten Zeitraum ihrer Weiterbildung kontinuierlich die Ableistung der gemäß Weiterbildungsordnung vorgeschriebenen Weiterbildungsinhalte in sogenannten Logbüchern dokumentieren.
Seit Inkrafttreten der Weiterbildungsordnungen der Landesärztekammer auf Grundlage der Muster-Weiterbildungsordnung 2018 erfolgt die Dokumentation elektronisch mit Hilfe eines bundeseinheitlichen elektronischen Logbuchs.
Neben den Weiterbildungsinhalten sind die einzelnen Weiterbildungsabschnitte mit dem entsprechenden Zeitraum, dem Tätigkeitsumfang, dem/den jeweiligen Weiterbildungsbefugten und die Weiterbildungsstätte im eLogbuch einzutragen. Die ausgefüllten eLogbücher sind der zuständigen Ärztekammer zur Weiterbildungsprüfung vorzulegen.